# Camille Chevalier (résistant)
Cet article concerne le résistant et Compagnon de la Libération français. Pour la golfeuse professionnelle, voir Camille Chevalier (golfeuse).
Pour les articles homonymes, voir Chevalier.
Camille Chevalier, né à Dijon le 9 janvier 1899 et Mort pour la France dans la même ville le 18 août 1942, est un résistant français, Compagnon de la Libération. Spécialisé dans le transfert de clandestins et de documents de la zone libre vers la zone occupée, il est arrêté et fusillé après la dénonciation d'un agent infiltré de la gestapo.

## Biographie

### Jeunesse
Camille Chevalier naît à Dijon le 9 janvier 1899 au sein d'une famille de commerçants d'origine lorraine. Appartenant à la classe 1919, il ne peut devancer l'appel pour participer aux combats de la première guerre mondiale pour cause de faiblesse physique et est finalement exempté en 1920, victime d'une tuberculose pulmonaire. Il s'oriente alors vers la mécanique et tient un garage à Chalon-sur-Saône.

### Seconde Guerre mondiale
Après l'armistice du 22 juin 1940, Chalon-sur-Saône se retrouve sur la ligne de démarcation. En compagnie d'amis tels qu'André Jarrot, il forme un groupe destiné à aider les prisonniers de guerre évadés à passer en zone libre. Avec l'aide de son épouse Jeanne, il cache, héberge et nourrit les fugitifs avant de leur faire passer la ligne de démarcation. Résistant dans les moindres détails, le mécanicien Chevalier refuse de monter des gazogènes sur les véhicules, considérant que l'essence non utilisée profite à l'effort de guerre allemand. Après plusieurs mois de double vie, il décide d'abandonner complètement son activité et, sous le pseudonyme de Louis Bayard, entre dans la clandestinité.
En 1941, il prend contact avec Joseph Dubar qui l'introduit dans le réseau Zéro qui, depuis la Belgique et le nord de la France, se charge de faire passer des évadés et des renseignements vers le sud en vue de rallier l'Angleterre. Dans le même temps, il adhère également au réseau Gloria-SMH qui fait passer des renseignements vers la zone libre au profit du Special Operations Executive. En 1942, son activité s'étend aux militaires alliés parachutés clandestinement en zone occupée et devant regagner la Grande-Bretagne après leur mission. Munis de faux papiers que Chevalier leur a fabriqué après s'être procuré des tampons de la mairie de Chalon, plus d'une centaine de personnes ont pu bénéficier de ses talents de passeur.
Le 11 juillet 1942, un évadé se présente à lui dans le but de passer en zone libre. Après l'avoir muni d'une fausse carte d'identité, Camille Chevalier le cache à son domicile avant de partir distribuer du courrier en zone sud. De retour le 13 juillet, alors qu'il dîne en compagnie d'autres résistants, la gestapo intervient à son domicile sur dénonciation du faux évadé qui était un agent infiltré. Transféré à Dijon le 25 juillet, il est condamné à mort le 6 août. Le 18 août 1942, Camille Chevalier est fusillé à Dijon. D'abord inhumé dans cette ville, il est ensuite transféré à Chalon-sur-Saône. Promu capitaine et fait compagnon de la Libération à titre posthume par décret du 16 août 1944, ses services au sein de la résistance sont validés au titre de l'armée régulière en 1951,.

## Décorations
|  |  |  |  |  |  |
|  |  |  |  |  |  |
|  |  |  |  |  |  |
|  |  |  |  |  |  |

| Chevalier de la Légion d'honneur                                     | Chevalier de la Légion d'honneur                                     | Compagnon de la Libération                           | Compagnon de la Libération                               | Croix de guerre 1939-1945 Avec une palme                 | Croix de guerre 1939-1945 Avec une palme                 |
| Médaille de la Résistance française                                  | Médaille de la Résistance française                                  | Croix du combattant volontaire de la Résistance      | Croix du combattant volontaire de la Résistance          | Médaille de l'internement pour faits de Résistance       | Médaille de l'internement pour faits de Résistance       |
| Médaille commémorative des services volontaires dans la France libre | Médaille commémorative des services volontaires dans la France libre | Chevalier de l'ordre de Léopold (Belgique)           | Chevalier de l'ordre de Léopold (Belgique)               | Croix de Guerre 1940-1945 (Belgique)                     | Croix de Guerre 1940-1945 (Belgique)                     |
| Médaille de la résistance armée 1940-1945 (Belgique)                 | Médaille de la résistance armée 1940-1945 (Belgique)                 | Médaille de la résistance armée 1940-1945 (Belgique) | Médaille commémorative de la guerre 1940-1945 (Belgique) | Médaille commémorative de la guerre 1940-1945 (Belgique) | Médaille commémorative de la guerre 1940-1945 (Belgique) |

## Hommages
- À Dijon, son nom figure sur le mur des fusillés, monument érigé sur le lieu d'exécution de nombreux résistants locaux[5].
- À Chalon-sur-Saône, une rue et un collège ont été baptisés en son honneur[6],[7].
- L'épisode n° 05 de La Ligne de démarcation (série télévisée) de 1973 évoque ses faits d'arme en lui rendant hommage.